# Olivier Jannuzzi
Olivier Jannuzzi est un footballeur français, né le 8 mai 1963 à Bron en France, qui évolue au poste de milieu de terrain.

## Biographie
Olivier Jannuzzi dispute au cours de sa carrière de joueur onze matchs en Division 1, et 127 matchs en Division 2, pour six buts inscrits.
En février 2006, il obtient le BEES 2e degré.
Il est entraîneur de l'équipe U19 de l'Olympique de Marseille entre 2016 et 2019.

## Palmarès
- Finaliste de la Coupe Gambardella en 2017 avec l'Olympique de Marseille U19